# International Sport Karate Association

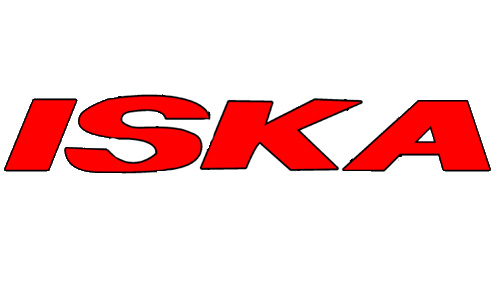
Logo ISKA

International Sport Karate Association w skrócie ISKA – jedna z głównych organizacji na świecie regulująca i sankcjonująca pojedynki w formułach karate oraz kickboxingu. Założona w 1985 roku w USA.

## Historia
W latach 1974–85 czołową organizacją kickbokserską na świecie był Profesjonalny Związek Karate (PKA). W 1986 część promotorów odeszło od PKA i założyli własną organizację którą nazwali International Sport Karate Association (ISKA). Utworzono zarząd składający się z pięciu byłych promotorów PKA - Mike'a Sawyera, Karyna Turnera, Tonego Thompsona, Johna Worleya i Scotta Cokera. Do końca lat 90. ISKA było jedną z największych organizacji promująca karate i kickboxing w profesjonalnej odmianie. Od praktycznie samego początku gale ISKA były transmitowane przez telewizję ESPN. Pod koniec 1986 organizacja poszerzyła swoje działania na Europę. Od 1991 powstały europejskie i azjatyckie oddziały organizacji. Na początku lat 90. organizacja zaczęła powoli tracić na znaczeniu z powodu rosnącej popularności japońskiej federacji K-1. Od 1995 będąc w cieniu japońskiego konkurenta stała się drugorzędną organizacją na świecie.
ISKA sankcjonuje wszystkie style karate, kickboxingu oraz mieszane sztuki walki w ponad 50 krajach na całym świecie. Jedną z największych imprez jest ISKA US Open która gromadzi średnio ponad 4 tysiące zawodników.

## Mistrzostwo ISKA

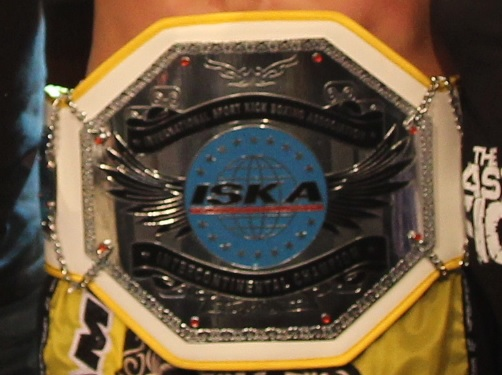
Jedna z wersji pasa ISKA przyznawanego mistrzom

ISKA przyznaje pasy mistrzowskie w osiemnastu męskich kategoriach wagowych:
- musza (53,5 kg)
- kogucia (55 kg)
- piórkowa (57 kg)
- super piórkowa (59 kg)
- lekka (61 kg)
- super lekka (63,5 kg)
- lekkopółśrednia (65 kg)
- półśrednia (67 kg)
- super półśrednia (70 kg)
- lekkośrednia (72,5 kg)
- średnia (75 kg)
- super średnia (78 kg)
- półciężka (81,5 kg)
- junior półciężka (85 kg)
- junior ciężka (88,5 kg)
- super junior ciężka (95 kg)
- ciężka (100 kg)
- super ciężka (ponad 100 kg)

oraz dwunastu kobiecych:
- atomowa (48 kg)
- słomkowa (50,5 kg)
- musza (52 kg)
- super musza (53,5 kg)
- kogucia (55 kg)
- piórkowa (57 kg)
- super piórkowa (59 kg)
- lekka (61 kg)
- super lekka (63,5 kg)
- lekko półśrednia (65 kg)
- półśrednia (67 kg)
- super półśrednia (70 kg)

Pojedynki toczą się według pięciu zestawów formuł walki:
- Oriental Rules (zmodyfikowana formuła muay thai)
- Full-contact
- Low-kick
- Muay-thai (full-contact)
- K-1 Rules